# Viggo Mortensen
 Der er flere personer med dette navn, se Viggo Mortensen (flertydig).
Viggo Peter Mortensen Jr. (født 20. oktober 1958 på Manhattan i New York) er en dansk-amerikansk skuespiller, instruktør, musiker, digter, maler og fotograf.
Viggo Mortensen blev født i New York, men boede i løbet af sin barndom derudover flere år i Argentina og nogle måneder i Venezuela. Hans mor, Grace Atkinson, var amerikaner, mens faderen, Viggo Peter Mortensen (maj 1929 – marts 2017), som repræsenterede Danmark ved VM i langrend i 1954, var fra Danmark. Familiegravstedet ligger i Vigersted i den nordøstlige del af Ringsted Kommune. Han har to brødre, Walter og Charles Mortensen.
Viggo Mortensen var gift med skuespillerinden Exene Cervenka i 10 år, og sammen har de sønnen Henry Mortensen.
Viggo Mortensen fik sin skuespilleruddannelse i New York, hvor han arbejdede som tjener og bartender ved siden af skolen. Hans gennembrud kom i 1985, hvor han havde en mindre rolle i Peter Weirs film Vidnet.
I mange år havde han flere roller i film og på teatre, men hans store gennembrud kom i 2001, hvor han spillede Aragorn i Peter Jacksons Ringenes Herre-trilogi.
Rollen tog han nok kun på grund af sin søn, Henry: Peter Jackson ringede til Viggo Mortensen, dagen inden optagelserne til Eventyret om Ringen skulle gå i gang, og spurgte ham, om han ville have rollen som Aragorn, da den skuespiller, der var blevet castet til rollen, viste sig at være for ung. Viggo Mortensen sagde, at han ville tænke over det, men var egentlig ikke meget for det, da han ikke ville være så længe væk fra sin søn, Henry. Sønnen var imidlertid en stor fan af Ringenes Herre og sagde til sin far, at han skulle takke ja til rollen, som er endt med at gøre ham verdensberømt.
I 2008 blev han nomineret til en Oscar for bedste mandlige hovedrolle for Eastern Promises. I 2017 blev han nomineret til en Oscar for bedste mandlige hovedrolle for Captain Fantastic, samt igen i 2018 nomineret til en Oscar for bedste mandlige hovedrolle for Green Book.

## Filmografi
| År   | Titel                                  | Rolle                          | Instruktør            | Noter                                   |
| ---- | -------------------------------------- | ------------------------------ | --------------------- | --------------------------------------- |
| 1985 | Vidnet                                 | Moses Hochleitner              | Peter Weir            |                                         |
| 1987 | Miami Vice                             | Eddie                          | Gabrielle Beaumont    | Afsnit: "Red Tape"                      |
| 1987 | Salvation!                             | Jerome Stample                 | Beth B                |                                         |
| 1987 | Prison                                 | Burke / Forsythe Electrocution | Renny Harlin          |                                         |
| 1988 | Sjæle i flammer                        | Green                          | David Anspaugh        |                                         |
| 1990 | Tripwire                               | Hans                           | James Lemmo           |                                         |
| 1990 | Motorsavsmassakren 3                   | Edward "Tex" Sawyer            | Jeff Burr             |                                         |
| 1990 | Young Guns II                          | John W. Poe                    | Geoff Murphy          |                                         |
| 1990 | The Reflecting Skin                    | Cameron Dove                   | Philip Ridley         |                                         |
| 1991 | The Indian Runner                      | Frank Roberts                  | Sean Penn             |                                         |
| 1993 | Boiling Point                          | Ronnie                         | James B. Harris       |                                         |
| 1993 | Ruby Cairo                             | John E. "Johnny" Faro          | Graeme Clifford       |                                         |
| 1993 | Fanget af fortiden                     | Lalin                          | Brian De Palma        |                                         |
| 1993 | The Young Americans                    | Carl Frazer                    | Danny Cannon          |                                         |
| 1994 | The Crew                               | Phillip                        | Carl Colpaert         |                                         |
| 1994 | Floundering                            | Hjemløs mand                   | Peter McCarthy        |                                         |
| 1994 | Gospel According to Harry              | Wes                            | Lech Majewski         |                                         |
| 1994 | American Yakuza                        | Nick Davis/David Brandt        | Frank A. Cappello     |                                         |
| 1995 | Gimlet                                 | Hombre                         | José Luis Acosta      |                                         |
| 1995 | Fjenden i dybet                        | Løjtnant Peter "Weps" Ince     | Tony Scott            |                                         |
| 1995 | The Passion of Darkly Noon             | Clay                           | Philip Ridley         |                                         |
| 1995 | Black Velvet Pantsuit                  | Junkie                         | William Butler        |                                         |
| 1995 | The Prophecy                           | Lucifer                        | Gregory Widen         |                                         |
| 1996 | Albino Alligator                       | Guy Foucard                    | Kevin Spacey          |                                         |
| 1996 | Daylight                               | Roy Nord                       | Rob Cohen             |                                         |
| 1996 | Portræt af en kvinde                   | Caspar Goodwood                | Jane Campion          |                                         |
| 1997 | Vanishing Point                        | Jimmy Kowalski                 | Charles Robert Carner |                                         |
| 1997 | G.I. Jane                              | John James "Jack" Urgayle      | Ridley Scott          |                                         |
| 1997 | La Pistola de Mi Hermano               | Juanito                        | Ray Loriga            |                                         |
| 1998 | Et perfekt mord                        | David Shaw                     | Andrew Davis          |                                         |
| 1998 | Psycho                                 | Samuel "Sam" Loomis            | Gus Van Sant          |                                         |
| 1999 | A Walk on the Moon                     | Walker Jerome                  | Tony Goldwyn          |                                         |
| 2000 | 28 dage                                | Eddie Boone                    | Betty Thomas          |                                         |
| 2001 | Ringenes Herre - Eventyret om Ringen   | Aragorn                        | Peter Jackson         |                                         |
| 2002 | Ringenes Herre - De to Tårne           | Aragorn                        | Peter Jackson         |                                         |
| 2003 | Ringenes Herre - Kongen vender tilbage | Aragorn                        | Peter Jackson         |                                         |
| 2004 | Hidalgo                                | Frank Hopkins                  | Joe Johnston          |                                         |
| 2005 | A History of Violence                  | Tom Stall / Joey Cusack        | David Cronenberg      |                                         |
| 2006 | Alatriste                              | Diego Alatriste y Tenorio      | Agustín Díaz Yanes    |                                         |
| 2007 | Eastern Promises                       | Nikolai Luzhin                 | David Cronenberg      |                                         |
| 2008 | Appaloosa                              | Everett Hitch                  | Ed Harris             |                                         |
| 2008 | Good                                   | John Halder                    | Vicente Amorim        |                                         |
| 2009 | The Road                               | Manden                         | John Hillcoat         |                                         |
| 2011 | A Dangerous Method                     | Sigmund Freud                  | David Cronenberg      |                                         |
| 2012 | On the Road                            | Old Bull Lee                   | Walter Salles         |                                         |
| 2012 | Everybody Has a Plan                   | Agustín / Pedro                | Ana Piterbarg         | Dobbeltrolle                            |
| 2014 | The Two Faces of January               | Chester MacFarland             | Hossein Amini         |                                         |
| 2014 | Jauja                                  | Gunnar Dinesen                 | Lisandro Alonso       |                                         |
| 2014 | Flugten til frihed                     | Daru                           | David Oelhoffen       | Baseret på en novelle af Albert Camus   |
| 2016 | Captain Fantastic - en ualmindelig far | Ben Cash                       | Matt Ross             |                                         |
| 2018 | Green Book                             | Tony Lip                       | Peter Farrelly        |                                         |
| TBA  | Falling                                | John Petersen                  | Ham selv              | Også som forfatter og producer          |
| 2023 | Til Verdens Ende                       | Holger Olsen                   | Ham selv              | Også instruktør, forfatter og komponist |